# 마나워단 밥 리르

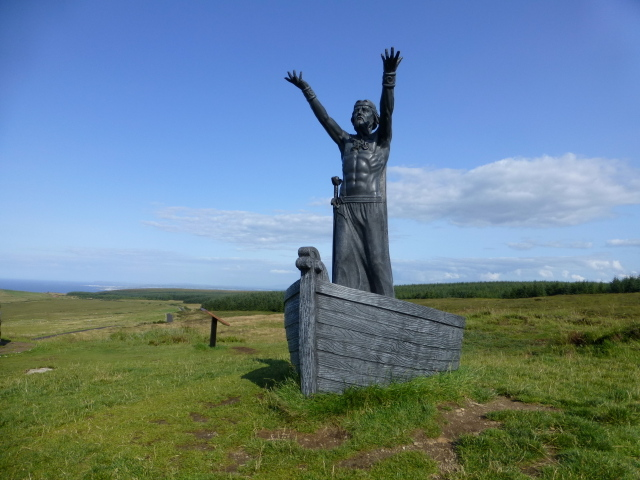

마나워단 밥 리르(웨일스어: Manawydan fab Llŷr [mana'wɘdan vaːb ɬiːr])는 웨일스 신화에 등장하는 인물로, 리르 렌댜이스의 아들이며 브란 펜디가이드와 브란웬의 형제이다. 그의 이름은 아일랜드 신화의 바다의 신 마난난 막 리르와 유사하며, 원래 같은 존재에서 파생된 것으로 보인다. 하지만 마나워단은 바다와 관련된 이야기가 남아있는 것이 없다. 마나워단은 마비노기의 네 가지 중 세 번째 가지인 〈리르의 아들 마나워단〉의 주요 등장인물이며, 그 외에 다른 웨일스 중세 시가나 〈브리튼의 삼인조〉에도 등장한다.